# Rhopalodes rosula
Rhopalodes rosula är en fjärilsart som beskrevs av Paul Dognin 1892. Rhopalodes rosula ingår i släktet Rhopalodes och familjen mätare. Inga underarter finns listade.